# Seriola (zoologia)
Seriola è un genere di pesci d'acqua salata, appartenente alla famiglia Carangidae. La specie più conosciuta nel mar Mediterraneo è la ricciola.

## Specie
- Seriola carpenteri Mather, 1971
- Seriola dumerili Risso, 1810
- Seriola fasciata Bloch, 1793
- Seriola hippos Günther, 1876
- Seriola lalandi Valenciennes in Cuvier & Valenciennes, 1833
- Seriola peruana Steindachner, 1881
- Seriola quinqueradiata Temminck & Schlegel, 1845
- Seriola rivoliana Valenciennes in Cuvier & Valenciennes, 1833
- Seriola zonata Mitchill, 1815